# Caiwuwei
Caiwuwei is een gebied ten noordwesten van het treinstation van Luohu, Zuid-Shenzhen. De Shenzhen Boekenstad en Diwangwolkenkrabber bevinden zich hier. Caiwuwei wordt door de straat Jiefang Lu verdeeld in een noordelijk en zuidelijk deel. In de jaren tachtig werd het gebied volgebouwd met hoogbouw. Hierdoor kwam er een eind aan de eeuwenoude lokale plattelandscultuur
Caiwuwei was een gebied waar hoofdzakelijk de clan Cai woonde. Veel leden van de deze familie zijn in de 20e eeuw geëmigreerd naar Nederland en Hongkong. De voorouders van deze clan bouwden twee dorpen: Laowei en Xinwei. Het laatste dorp werd in de volksmond Caiwuwei genoemd. De autochtonen van het gebied zijn Kantonezen.